# Le Taudis
 (novembre 2018).
Si vous disposez d'ouvrages ou d'articles de référence ou si vous connaissez des sites web de qualité traitant du thème abordé ici, merci de compléter l'article en donnant les références utiles à sa vérifiabilité et en les liant à la section « Notes et références ».
Le Taudis est un mensuel créé en 1925 par Paul Gay, Constant Rey-Millet et Jean Dunoyer, imprimé à Taninges. Dans la « profession de foi du Taudis savoyard », publiée dans le premier numéro daté de juin 1925, ce Cahier savoyard d'art et de littérature annonce la couleur : il veut tenter une « décentralisation intellectuelle ». L'artiste peintre Jérèm Falquet propose de rénover le vieil art savoyard. Et à Rey-Millet de saluer Ramuz, poète vaudois autoproclamé Savoyard, par une brève étude. Ramuz participera à cette revue dont il avoue aimer le « style coquillard. »
La décentralisation intellectuelle, Paul Gay la réussira plus tard. Devenu docteur, il crée chez lui à Saint-Jeoire-en-Faucigny, L'Art au Village, structure permettant d'organiser chez lui une fois par mois des concerts (avec parfois des orchestres de renommée internationale) et des expositions de peinture (Léon Lehmann, Charles Walch, Chu Teh Chun...). La « savoyarditude », très fortement revendiquée dans sa jeunesse, se sera bien estompée après la Seconde Guerre mondiale. L'Art au Village aura permis une éducation artistique pour les enfants de Saint-Jeoire et étanché la soif des amateurs d'art et de jazz de la région de Genève, du Léman et d'Annecy.

## La «Savoyarditude» du Taudis
- « N'sins savoyards, grous pis, grousses mans, grousses faces », écrit Paul Gay en citant Just Songeon. « Nous sommes Savoyards, de vrais, qui ne voulons que la réalité tangible, celle qu'on peut humer, qu'on peut étreindre avec ses deux bras et aussi avec son cœur. Nous sommes Savoyards autant qu'on peut l'être, plus qu'on peut l'être ; nous le sommes plus d'une fois. Parce que nous avons réappris, avec l'aide des AUTRES, à posséder notre sol de Savoie un peu comme on arrive à posséder une femme. Et parce que notre pays est si beau, nous l'aimons dans sa splendeur comme on aime avec passion - une femme très belle --. En route, à présent, pour tâcher de ne pas rester seuls. »

Le Taudis n°1, juin 1925.
- « — Vous savez que je suis Savoyard, nous dit-il au cours de la conversation. J'ai tété du lait savoyard, car ma nourrice était savoyarde. De ma fenêtre, toute la journée, je ne vois que vos montagnes... La Dent d'Oche, quelle belle montagne ! Comment ne serais-je pas de ce pays. D'ailleurs, qu'est-ce qu'une frontière au milieu d'un lac ? L'eau bouge, c'est ridicule. »

Paul Gay cite Ramuz. Il évoque ici sa première rencontre avec l'écrivain vaudois, Ramuz Savoyard in Présence de Ramuz, éd. L'Art au Village, 1951.